# 大権 (クルアーン)
『大権』とは、クルアーンにおける第67番目の章（スーラ）。30の節（アーヤ）から成る。マッカ啓示に分類される。

## 内容
アッラーフの全能について述べられる。